# Chi diavolo ho sposato?
Chi diavolo ho sposato? (Who the (Bleep) Did I Marry?) è una trasmissione televisiva, prodotta dal 2010 al 2015, dedicata all'analisi criminale su celebri delitti, o tentati delitti, che uno dei due partner ha commesso prima o durante il matrimonio.
Il programma viene trasmesso in Italia su Real Time e sul canale Nove.

## Descrizione dell'episodio
Ogni episodio, oltre alla voce narrante che racconta i fatti, vede la persona interessata che racconta il fatto dall'inizio alla fine. Il protagonista della vicenda ripercorre il delitto, o tentato, che l'altro partner ha fatto, arricchito da diverse ricostruzioni con attori, come spesso capita in questo tipo di trasmissioni televisive. Spesso vengono intervistati anche altri familiari che al tempo della vicenda si trovavano anch'essi a contatto con il nucleo familiare, come ad esempio figli, genitori, ma anche medici o poliziotti. L'episodio si conclude con il descrivere che cosa fa oggi la "vittima", che spesso riesce a ricostruirsi una nuova vita con un'altra persona.

## Episodi
Gli episodi in italiano sono narrati da Cristina Boraschi.
| STAGIONE         | EPISODI | INIZIO           | FINE              |
| ---------------- | ------- | ---------------- | ----------------- |
| Prima stagione   | 13      | 25 agosto 2010   | 10 novembre 2010  |
| Seconda stagione | 18      | 13 luglio 2011   | 11 febbraio 2012  |
| Terza stagione   | 20      | 11 luglio 2012   | 7 novembre 2012   |
| Quarta stagione  | 17      | 31 agosto 2013   | 27 settembre 2014 |
| Quinta stagione  | 15      | 20 dicembre 2014 | 30 marzo 2015     |
| Sesta stagione   | 8       | 4 giugno 2015    | 2 luglio 2015     |